# Marissa Meyer
Pour les articles homonymes, voir Meyer.
Ne doit pas être confondu avec Marissa Mayer.
Œuvres principales
- Série Le Gang des Prodiges
- Série Les Chroniques lunaires

Marissa Meyer, née le 19 février 1984 à Tacoma dans l'État de Washington, est une romancière et nouvelliste américaine.

## Biographie
Née à Tacoma, Marissa Meyer fait des études de littérature à l'Université luthérienne du Pacifique (en), où elle est diplômée en écriture créative. Avant d'écrire Cinder, Meyer a travaillé comme éditrice durant cinq ans. Elle a également écrit des récits de fan-fiction d'après le manga Sailor Moon sous le pseudonyme d'Alicia Blade.
Meyer affirme avoir été inspirée pour écrire Cinder, premier tome des Chroniques lunaires, après avoir participé à un concours d'écriture en 2008, avec une histoire centrée autour d'un Chat botté futuriste.

## Œuvres

### SérieLes Chroniques lunaires
1. Cinder (en)[2], Pocket Jeunesse, 2013 ((en) Cinder, 2012)
2. Scarlet (en)[3], Pocket Jeunesse, 2013 ((en) Scarlet, 2013)
3. Cress (en)[4], Pocket Jeunesse, 2014 ((en) Cress, 2014)
4. Winter (en)[5], Pocket Jeunesse, 2016 ((en) Winter, 2015)

#### Spin-off
- Levana[6], Pocket Jeunesse, 2015 ((en) Fairest: Levana's Story, 2015)Préquelle
- (en) Stars Above, 2016Recueil de nouvelles

#### SérieWires and Nerve
1. (en) Wires and Nerve, 2017Adaptation en roman graphique, illustré par Douglas Holgate
2. (en) Wires and Nerve: Gone Rogue, 2018Adaptation en roman graphique, illustré par Stephen Gilpin

#### Autres
- (en) Cinder’s Adventure: Get Me to the Wedding!, 2022Ebook interactif

### SérieLe Gang des prodiges
1. Le Gang des prodiges[7], Pocket Jeunesse, 2018 ((en) Renegades, 2017)
2. Ennemis jurés, Pocket Jeunesse, 2019 ((en) Archenemies, 2018)
3. Supernova, Pocket Jeunesse, 2020 ((en) Supernova, 2019)

### SérieGilded
1. Gilded, De Saxus, 2023 ((en) Gilded, 2021), trad. Arnaud Mousnier-Lompré, 544 p.  (ISBN 978-2-37876-270-4)
2. Cursed, De Saxus, 2023 ((en) Cursed, 2022), trad. Arnaud Mousnier-Lompré, 560 p.  (ISBN 978-2-37876-349-7)

### Romans indépendants
- Heartless[8], Pocket Jeunesse, 2017 ((en) Heartless, 2016)
- Instant Karma, Pocket Jeunesse, 2021 ((en) Instant Karma, 2020)
- (en) With a Little Luck, 2024